# Sielsowiet Podhorodno
Sielsowiet Podhorodno (biał. Пагародзенскі сельсавет; ros. Погородненский сельсовет) – sielsowiet na Białorusi, w obwodzie grodzieńskim, w rejonie werenowskim, z siedzibą w Podhorodnie. Od północnego zachodu graniczy z Republiką Litewską.
Według spisu z 2009 sielsowiety Podhorodno i Poleckiszki zamieszkiwało 2238 osób, w tym 1990 Polaków (88,92%), 170 Białorusinów (7,60%), 33 Rosjan (1,47%), 17 Ukraińców (0,76%), 5 Litwinów (0,22%), 23 osoby innych narodowości i 5 osób, które nie podały żadnej narodowości.
18 października 2013 do sielsowietu Podhorodno przyłączono likwidowany sielsowiet Poleckiszki

## Miejscowości
- agromisteczka:
  - Podhorodno
  - Poleckiszki
- wsie:
  - Dowgiały
  - Dowgierdziszki
  - Drabiszuny
  - Duciszki
  - Golmonciszki
  - Jasiańce
  - Koniuchy
  - Łopaciszki
  - Muchladziszki
  - Osowo
  - Podworańce
  - Podzie
  - Podzitwa
  - Porojść
  - Tatarka
  - Towzginiany
  - Trumpiszki
  - Wojdagi
  - Zareczcza (hist. Niewosze)
  - Żusiny
- chutory:
  - Grubiańce
  - Huta
  - Jonie
  - Jundziliszki
  - Oboliszki
  - Powiłańce
  - Praciszki
  - Szczegliki